# Libia (Roms tunnelbana)
Libia är en station på Roms tunnelbanas Linea B1. Stationen är belägen i distriktet Trieste i nordöstra Rom och togs i bruk år 2012. 
Stationen Libia har:
- Biljettautomater
- WC

## Kollektivtrafik
- Järnvägsstation – Roma Nomentana, Firenze-Roma, Roma-Ancona
- Busshållplats för ATAC

## Omgivningar
- Santa Maria Goretti
- Sant'Emerenziana
- Sant'Agnese fuori le Mura
- Santa Costanza
- San Giuda Taddeo
- Sant'Angela Merici
- Santa Maria Addolorata
- Santi Angeli Custodi
- Santissima Trinità a Villa Chigi
- Sacri Cuori di Gesù e Maria
- Piazza Gimma
- Villa Leopardi
- Largo Temistocle Solera
- Parco delle Valli
- "Sedia del Diavolo"